# Turzyca tunikowa
Turzyca tunikowa (Carex appropinquata Schumach) – gatunek rośliny z rodziny ciborowatych. Występuje w Europie i zachodniej Azji. W Polsce występuje na niżu, lokalnie bywa rzadki.

## Morfologia

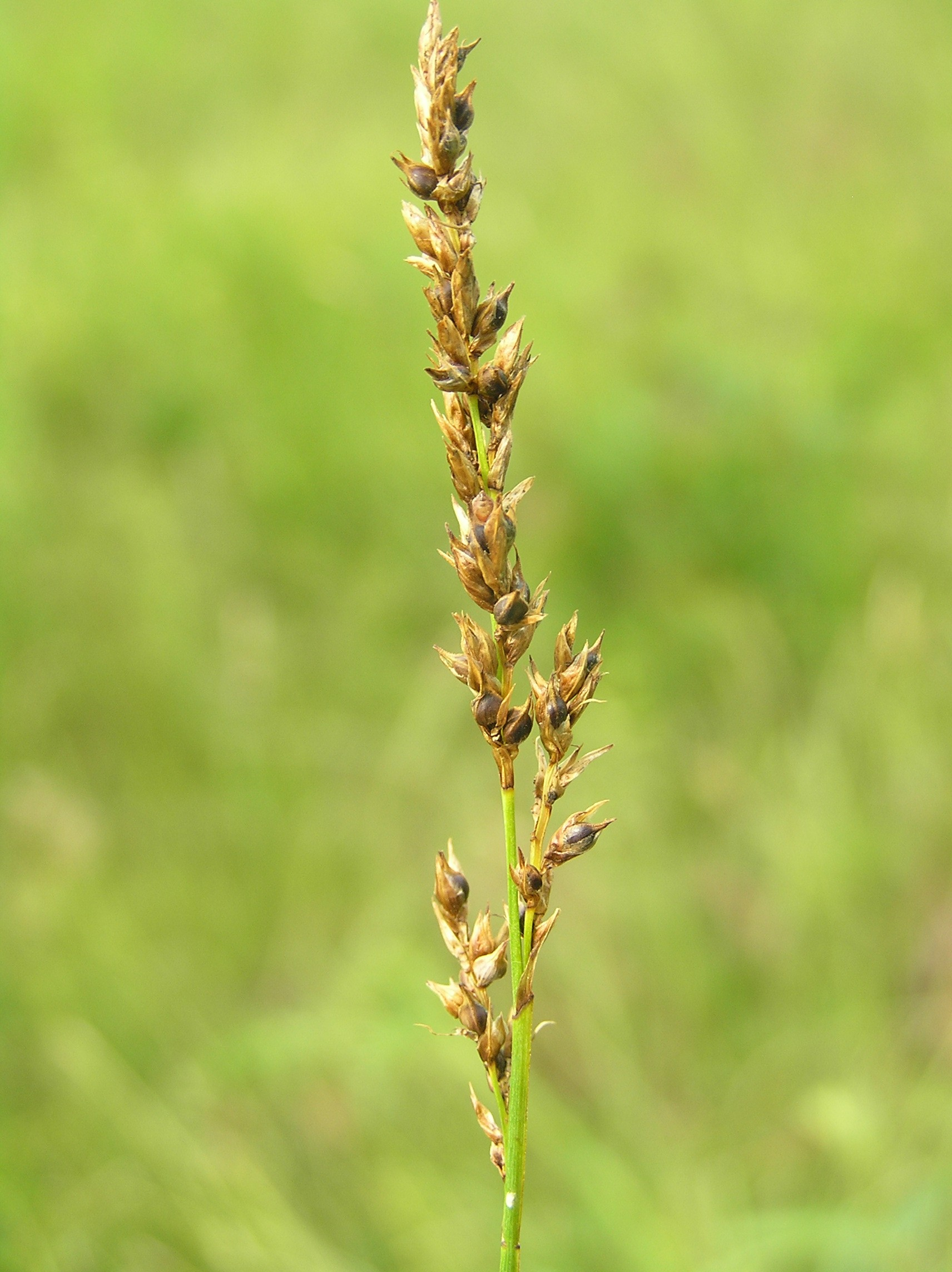
Owocostan

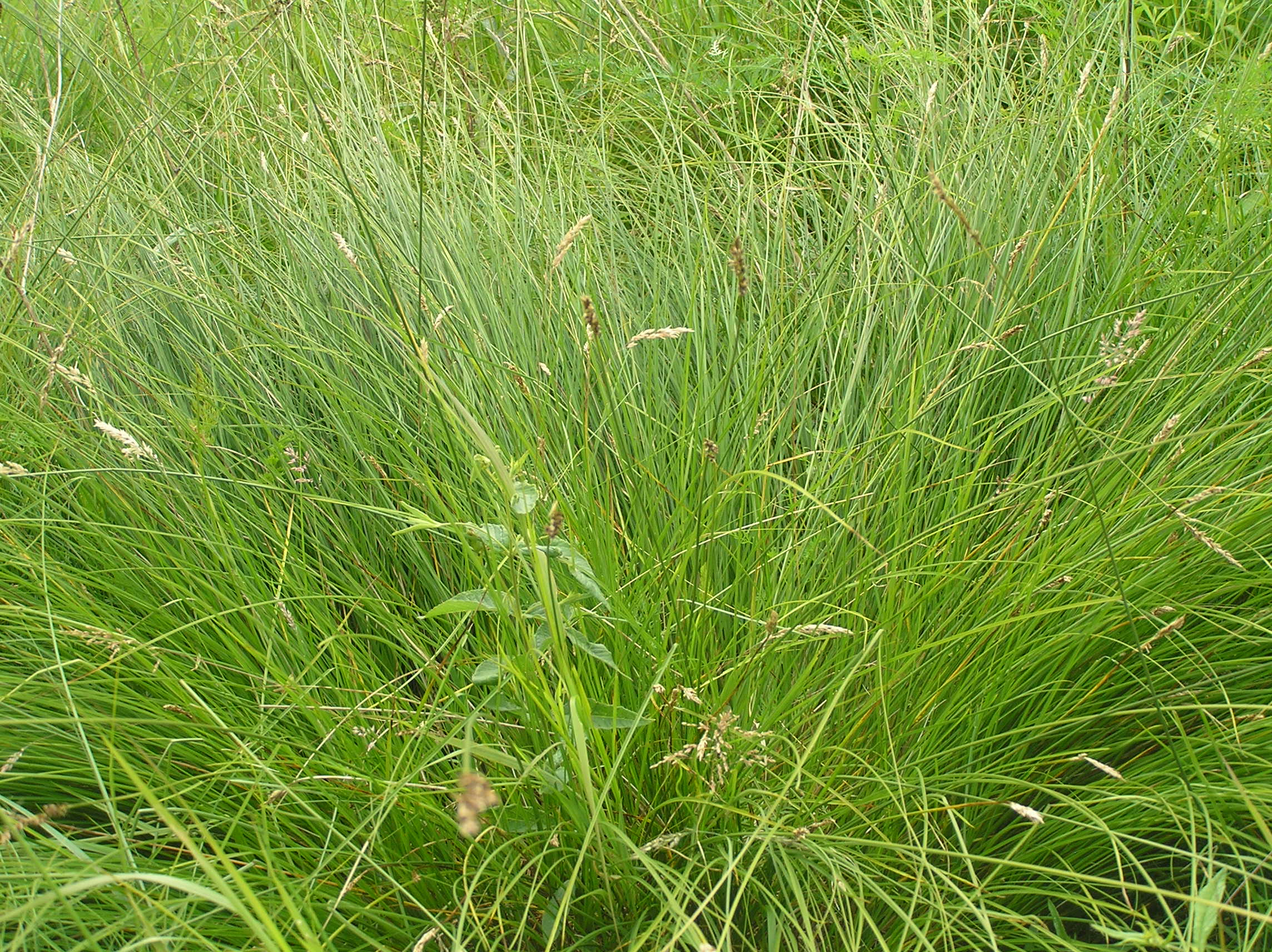
Pokrój

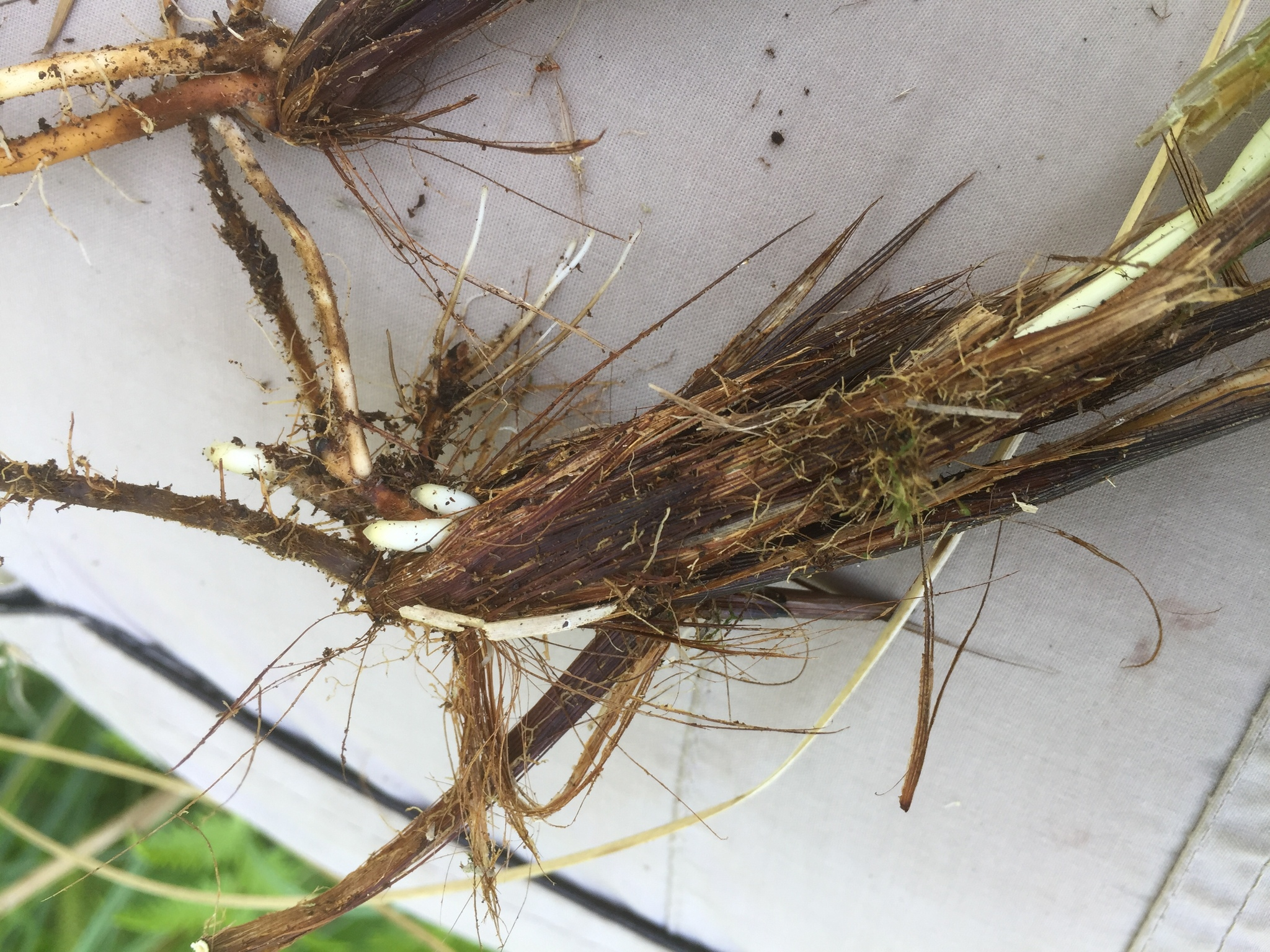
Włóknisto postrzępione pochwy liści u nasady pędów

PokrójGęstokępkowa roślina o wysokości 30–60(100) cm.
ŁodygaProstowzniesiona, o szorstkich krawędziach w górnej części i nieco dłuższa od liści. W dolnej części pokryta jest czarnymi włóknami pochodzącymi ze starych pochew.
LiścieRynienkowate, nagie, przeważnie żółtawoozielone o szerokości 1–3 mm. Przysadki kwiatowe mają jajowato–lancetowaty kształt, są ostro zakończone i brunatne z jaśniejszym brzegiem.
KwiatyZebrane w przerywaną, wąską i luźną wiechę o długości do 4 cm i szerokości do 1 cm. Wiecha ma wzniesione gałązki i składa się z wąskojajowatych, obupłciowych kłosów. Szczytowe kwiaty w tych kłoskach to kwiaty pręcikowe. Pęcherzyki mają średnicę do 3 mm, są brunatne i obustronnie wypukłe (od wewnątrz mniej). Posiadają 9–11 żeberek i na szczycie 2–zębny dzióbek. Słupki z 2 znamionami.

## Biologia i ekologia
Bylina, hemikryptofit. Kwitnie do maja do czerwca. Jest wiatropylna, nasiona rozsiewane są przez wiatr i wodę. Występuje na bagnach, niskich torfowiskach i w szuwarach. Gatunek charakterystyczny dla związku (All.) Magnocaricion i Ass. Caricetum appropinquatae. Liczba chromosomów 2n= 64.

## Zmienność
Tworzy mieszańce z turzycą obłą (Carex diandra), t. prosową (Carex paniculata), t. rzadkokłosą (Carex remota), t. siwą (Carex canescens).